# Beverly Pepper
Beverly Pepper (Brooklyn, Nueva York, 20 de diciembre de 1922-5 de febrero de 2020) fue una escultora estadounidense conocida por sus obras monumentales colocadas en sitios específicos, en donde practicó el Land art. La autora se siente independiente de cualquier movimiento de arte concreto.

## Estudios
A los dieciséis años, entró en el Instituto Pratt de Brooklyn para estudiar fotografía, diseño publicitario e industrial. Asistió a clases nocturnas en la Universidad de Brooklyn, donde tuvo de profesor de teoría del arte a György Kepes, quien la introdujo en la obra de Laszlo Moholy-Nagy y Man Ray. Durante la posguerra, en 1949 estudió pintura en París en la Académie de la Grande Chaumière. Allí asistió a los talleres de Fernand Léger, de Ossip Zadkine y Constantin Brâncuşi.

## Obra
Sus obras las realiza en múltiples materiales desde madera a piezas de fundición o acero pulido y brillante con interiores pintados, en sus obras se reflejan el paisaje que las rodea con lo que consigue «invertir el espacio y llenarlo con el mundo que lo rodea». Todas las esculturas realizadas por Pepper han sido exhibidas al aire libre. En los años setenta comenzó con experimentos de esculturas que parecían surgir de la tierra, en este tiempo el material más empleado por la escultura fue el acero corten que toma el color del óxido con el tiempo.
Las obras de la naturaleza se mezclan con materiales industriales, así como invitan al espectador a formar parte de la misma obra, como en un ambiente total. La obra Palingenesis (1993) realizada con hierro fundido la explica Barbara Rose como: «El tema de Palingenesis es el de un elemento nacido de otro, expresado por una secuencia de elementos verticales que poco a poco se separan del muro que los genera. Estos elementos verticales cada vez están más desprendidos de su contexto, como los niños cuando se individualizan de sus padres. Estos temas de génesis y continuidad son fundamentales para la iconografía de Pepper.» En Barcelona en 1987, el reflejo del acero inoxidable de sus trabajos anteriores se transformó en cerámica, como un homenaje a Antonio Gaudí, la escultora cubrió un montículo de tierra con trencadís de cerámica brillante, emulando el parque Güell de Gaudí, sus obras se titulan Sol i ombra, Cel caigut i Espiral arbrada todas en el nuevo parque de la Estación del Norte.